# Jerzy Nowosielski

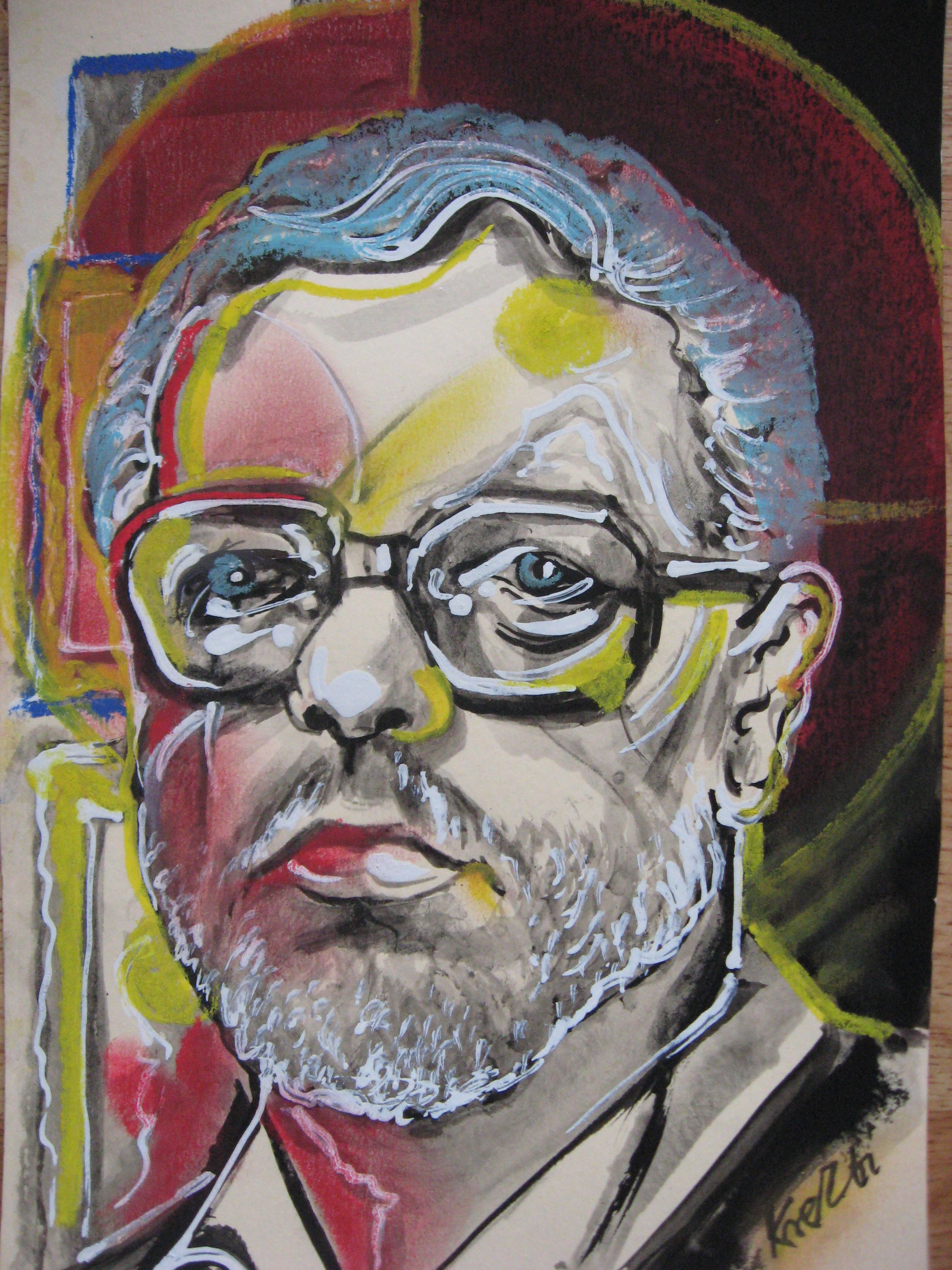
Jerzy Nowosielski

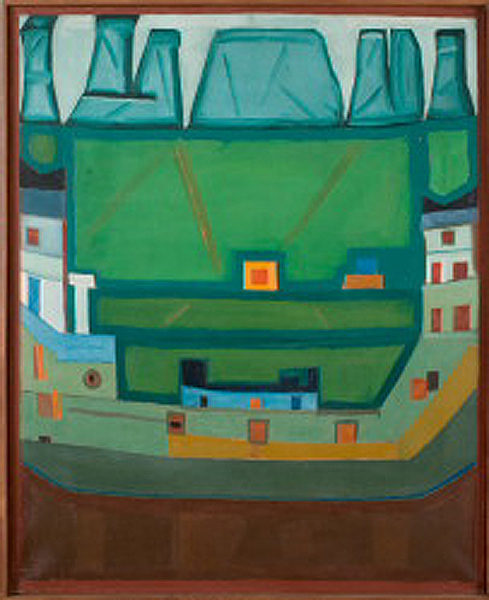
Miasto u stóp gór (Pejzaż) obra do pintor em exposição no Zachęta National Gallery of Art, Polônia.

Jerzy Nowosielski (Cracóvia, 7 de janeiro de 1923 - 21 de fevereiro de 2011) foi um pintor, artista gráfico, cenógrafo e ilustrador ucraniano e polonês. Nascido em família Lemko.[carece de fontes?]